# Aleksandr Butlerov
Alexander Mikhaylovich Butlerov (Chistopol, 15 de setembro de 1828 -  Butlerovka, 17 de agosto de 1886) foi um químico russo, um dos principais criadores da teoria da estrutura química (1857-1861), o primeiro a incorporar ligações covalentes em fórmulas estruturais. É o descobridor da hexamina (1859) e desenvolveu a reação de formose.
A cratera Butlerov na Lua foi nomeada em homenagem ao cientista.